# لی ژنچیانگ
لی ژنچیانگ (انگلیسی: Li Zhenqiang؛ زادهٔ ۲۳ ژوئیهٔ ۱۹۶۸) سوارکار اهل چین است. وی در بازی‌های المپیک تابستانی ۲۰۰۸ و ۲۰۲۰ حضور داشته‌است.